# Traînel
Traînel est une commune française, située dans le département de l'Aube en région Grand Est.

## Géographie
| Gumery                           | Fontenay-de-Bossery | Bouy-sur-Orvin     |
| Fontaine-Fourches Seine-et-Marne | Traînel             | Soligny-les-Étangs |
| La Louptière-Thénard             | Perceneige Yonne    | Trancault          |

Située sur la frange Ouest du département de l’Aube, le territoire de Traînel d’une superficie de 1 999 hectares s’inscrit dans la région naturelle de la Champagne Crayeuse au cœur d’une petite région naturelle du Pays de l’Orvin. Le finage communal se caractérise par un paysage de plaine largement occupé par les terres agricoles entrecoupé suivant un axe Est-Ouest par la vallée de l’Orvin.

### Hydrographie

#### Réseau hydrographique
La commune est dans la région hydrographique « la Seine de sa source au confluent de l'Oise (exclu) » au sein du bassin Seine-Normandie. Elle est drainée par l'Orvin, un bras de l'Orvin et le ruisseau de la Madeleine,.
L'Orvin, d'une longueur de 38 km, prend sa source dans la commune de Saint-Lupien et se jette  dans la Seine à Villiers-sur-Seine, après avoir traversé douze communes.

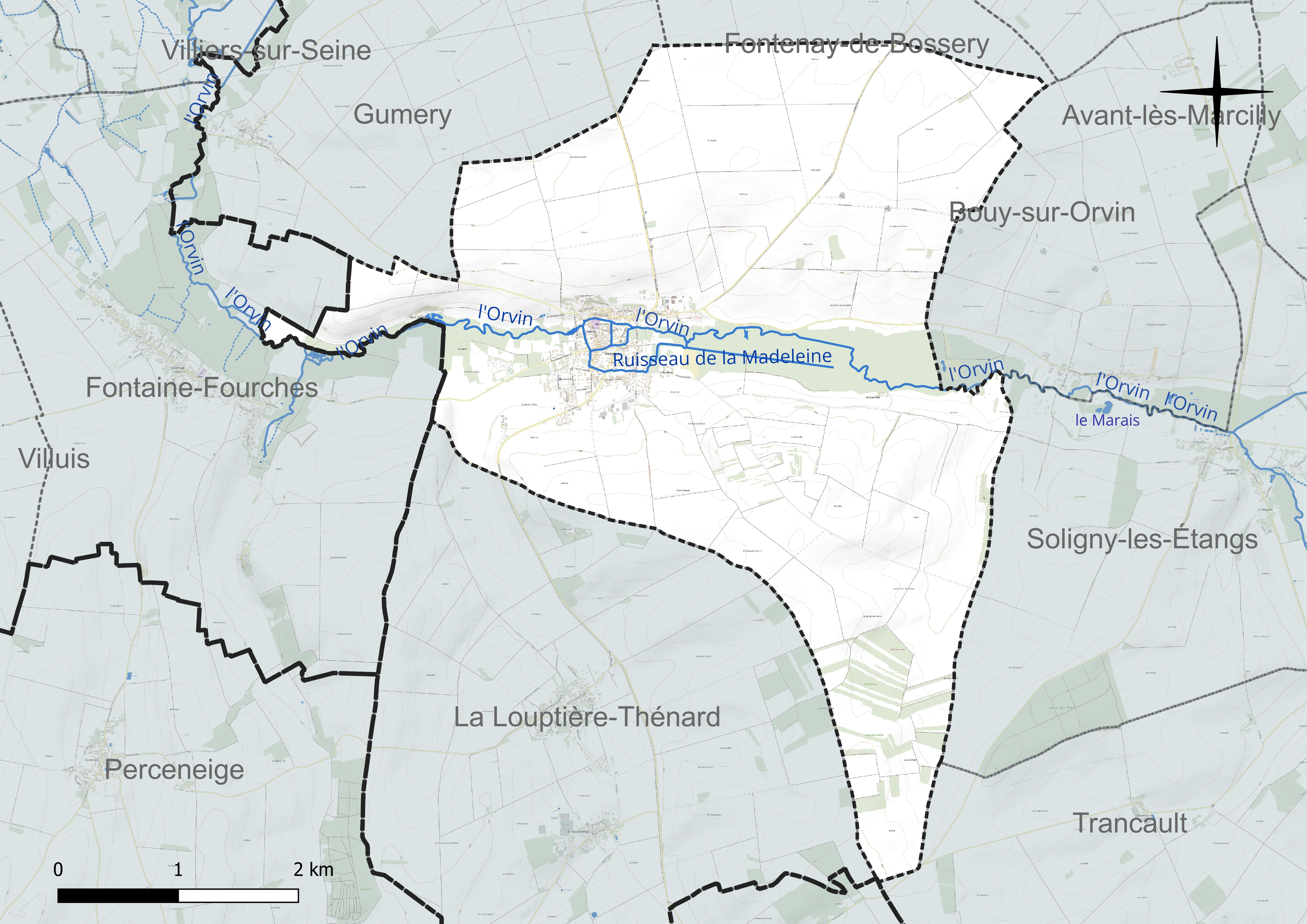
Réseau hydrographique de Traînel.

#### Gestion et qualité des eaux
Le territoire communal est couvert par le schéma d'aménagement et de gestion des eaux (SAGE) « Bassée Voulzie ». Ce document de planification concerne le territoire du bassin versant de l'Armançon qui s’étend sur 1 710 km2 et se répartit sur trois départements (l'Aube, l'Yonne et la Marne). Le périmètre a été arrêté le 2 septembre 2016, le diagnostic a été validé le 29 novembre 2022. La structure porteuse de l'élaboration et de la mise en œuvre est le Syndicat mixte ouvert de l’eau potable, de l’assainissement collectif, de l’assainissement non collectif, des milieux aquatiques et de la démoustication (SDDEA), dont le siège est à Troyes.
La qualité des cours d’eau peut être consultée sur un site dédié géré par les agences de l’eau et l’Agence française pour la biodiversité.

### Climat
Pour des articles plus généraux, voir Climat du Grand Est et Climat de l'Aube.
En 2010, le climat de la commune est de type climat océanique dégradé des plaines du Centre et du Nord, selon une étude du Centre national de la recherche scientifique s'appuyant sur une série de données couvrant la période 1971-2000. En 2020, Météo-France publie une typologie des climats de la France métropolitaine dans laquelle la commune est exposée à un climat océanique altéré et est dans la région climatique  Nord-est du bassin Parisien, caractérisée par un ensoleillement médiocre, une pluviométrie moyenne régulièrement répartie au cours de l’année et un hiver froid (3 °C).
Pour la période 1971-2000, la température annuelle moyenne est de 10,7 °C, avec une amplitude thermique annuelle de 15,7 °C. Le cumul annuel moyen de précipitations est de 692 mm, avec 11,4 jours de précipitations en janvier et 7,3 jours en juillet. Pour la période 1991-2020, la température moyenne annuelle observée sur la station météorologique de Météo-France la plus proche, « Bouy-sur-Orvin », sur la commune de Bouy-sur-Orvin à 4 km à vol d'oiseau, est de 11,4 °C et le cumul annuel moyen de précipitations est de 635,9 mm. 
La température maximale relevée sur cette station est de 42,4 °C, atteinte le 25 juillet 2019 ; la température minimale est de −20,5 °C, atteinte le 17 janvier 1985,,.
Les paramètres climatiques de la commune ont été estimés pour le milieu du siècle (2041-2070) selon différents scénarios d'émission de gaz à effet de serre à partir des nouvelles projections climatiques de référence DRIAS-2020. Ils sont consultables sur un site dédié publié par Météo-France en novembre 2022.

## Urbanisme

### Typologie
Au 1er janvier 2024, Traînel est catégorisée bourg rural, selon la nouvelle grille communale de densité à 7 niveaux définie par l'Insee en 2022.
Elle est située hors unité urbaine. Par ailleurs la commune fait partie de l'aire d'attraction de Nogent-sur-Seine, dont elle est une commune de la couronne,. Cette aire, qui regroupe 19 communes, est catégorisée dans les aires de moins de 50 000 habitants,.

### Occupation des sols
L'occupation des sols de la commune, telle qu'elle ressort de la base de données européenne d’occupation biophysique des sols Corine Land Cover (CLC), est marquée par l'importance des territoires agricoles (87,8 % en 2018), une proportion identique à celle de 1990 (87,8 %). La répartition détaillée en 2018 est la suivante : 
terres arables (80,5 %), forêts (7,5 %), zones agricoles hétérogènes (6,9 %), zones urbanisées (4,8 %), prairies (0,3 %). L'évolution de l’occupation des sols de la commune et de ses infrastructures peut être observée sur les différentes représentations cartographiques du territoire : la carte de Cassini (XVIIIe siècle), la carte d'état-major (1820-1866) et les cartes ou photos aériennes de l'IGN pour la période actuelle (1950 à aujourd'hui).

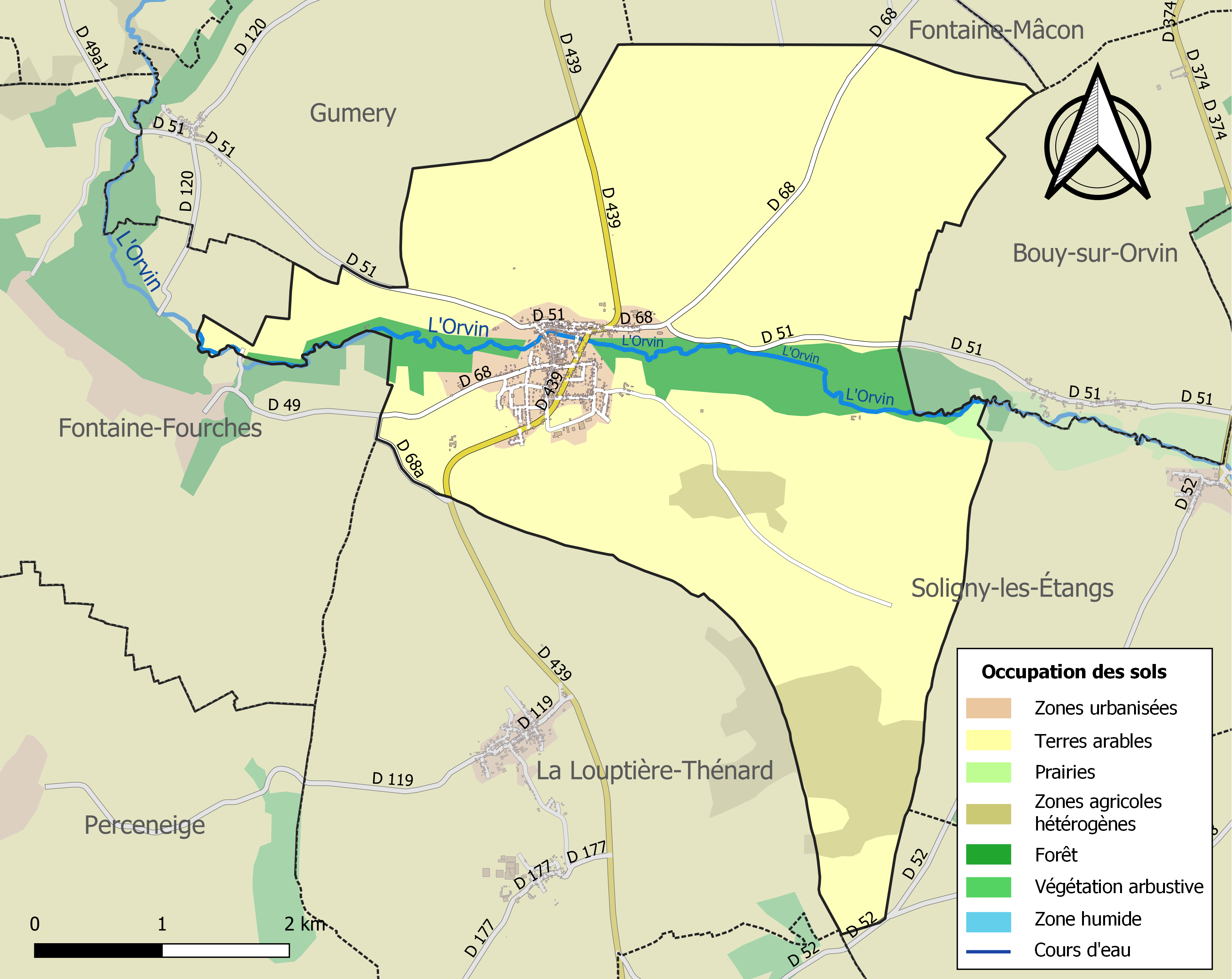
Carte des infrastructures et de l'occupation des sols de la commune en 2018 (CLC).

## Histoire
Trainel (Traînel, Traynel),, était le nom de l'une des plus anciennes et des plus puissantes lignées de la noblesse champenoise, attestée sans interruption depuis 1079 en la personne de Pons Ier, seigneur de Pont et de Traînel. Mais d'une manière générale, elle préfère recourir au prénom Anseau. La famille fonde alors un chapitre à Traînel.
L'onomastique permet de soupçonner que la famille procède d'un Anseau figurant parmi les individus excommuniés par l'archevêque de Sens en 977, comme étant partisan du comte de Sens et lui interdisant l'entrée dans la cité.

### La route de la fortune
Sous le règne de Philippe Ier, la famille noble de Pont-Traînel dispose d'un vaste domaine connu pour être un important lieu de passage de la Seine (commune actuelle de Pont-sur-Seine) sur le tracé d'une ancienne voie romaine. Le château est édifié dès la fin du XIe siècle.
La maîtrise du franchissement de la Seine, tant à La Motte-Tilly qu'à Pont-sur-Seine est en soi un gage de puissance. Elle devient une source de fortune quand le grand commerce continental s'active à la fin du XIe siècle avec la mise en place du réseau des foires de Champagne. Outre cet atout fourni par l'économie de l'époque, le comte de Troyes et Blois leur confie les terres relevant du diocèse (et partant du comté) de Sens, entre la Vanne et la Seine ; et la protection de la ville comtale de Saint-Florentin avec la seigneurie de Venizy. Un décompte fait ressortir que le lignage de Traînel domine une soixantaine de paroisses de Marigny-le-Châtel à La Motte-Tilly, et de Fleurigny à Bagneaux.

### La grande partition de l'héritage
Au XIIe siècle, la seigneurie de Traînel fut divisée en branches aînée (dont Anseau II, bouteiller de Champagne vers 1150), et cadette des seigneurs de Marigny, d'où les seigneuries d'Aval (branche aînée : Pons Ier   au   XIe siècle < Anseau Ier le Vieux, † vers 1150 < Anseau II le Jeune, † vers 1189, mari d'Ermesinde de Bar-sur-Seine, fille du comte Guy Ier < Anseau III, † vers 1210, mari d'Ide de Brienne, fille d'Érard II, comte de Brienne, et d'Agnès de Nevers < Anseau IV le Gros, † 1239 < Henri Ier, mari de Jeanne de Melun fille du vicomte Adam III < Henri II < Henri III, † vers 1315) ;
... et d'Amont (branche cadette : Garnier II, † 1194, frère d'Anseau II, il épouse Alix dame de Marigny < Garnier III (sa sœur Hélisende/Elisabeth épouse Clarembaud V de Chappes, vicomte de Troyes, d'où la suite des sires de Chappes), qui épouse Agnès de Mello dame de Soligny-les-Etangs, fille du connétable Dreu IV de Mello < Garnier IV, † vers la mi XIIIe siècle, épouse Hélissende de Rethel fille du comte Hugues II ; avec son frère Dreu Ier, il revendique la seigneurie de Traînel aux dépens de la branche aînée ; < père de Garnier V, † vers 1267, épouse Aremburge d'Époisses < Agnès de Traînel, qui transmet Marigny à son mari Pons de Thil-en-Auxois et à leur descendance, aussi maîtresse de Châteauvillain et Grancey).
La noble maison de Traînel s'éteignit dans toutes ses branches au début du XVe siècle.
Au milieu du XIIe siècle, le partage successoral conduit, comme on l'a vu, à confier à l'aîné, Anseau II, une première seigneurie essentiellement inscrite dans le diocèse de Sens, et dont le centre demeure Traînel (dite un siècle plus tard d'Aval) ; et au puîné, Garnier II, une seconde seigneurie inscrite pour sa part dans le diocèse de Troyes et centrée sur Marigny-le-Châtel (dite d'Amont). Un cadet, Garin (fils de Garnier Ier seigneur de Pont-sur-Seine ci-dessous ?) prend place à Venizy près de Saint-Florentin, dans la 1re moitié du XIIe siècle, et recueillera Fleurigny et Vallières sur l'Oreuse (< père d'Anseau < Adélaïde (1145-1221), épouse en 1167 André de Brienne de Rameru : postérité).
La branche aînée de Traînel a des domaines allant de Foissy (-sur-Vanne ; voir ci-dessous) à Villeneuve-l'Archevêque, Pouy (-sur-Vannes), Pont-sur-Yonne et La Motte-Tilly. La branche cadette aura Soligny.
La branche aînée est en principe avantagée par le fait qu'elle contrôle le chemin de communication reliant deux villes de foires où résident les comtes de Champagne : Provins et Troyes. Ce chemin franchit la Seine au gué de la Motte-Tilly, passe sous les murs du château de Traînel, poursuit par le château de Villechat (à la hauteur du hameau de la Chaume), traverse la forêt de Lancy, et rejoint dans la vallée de la Vanne la voie de Sens à Troyes au château de Mauny (Bagneaux). Ce long parcours de détournement est imposé par le fait que la seigneurie de Nogent-sur-Seine est hostile à la Maison de Champagne.

### Ruine du chemin, installation à Villeneuve-aux-Riches-Hommes
Mais avant la fin du XIIe siècle, vers 1190, le comte de Champagne parvient à acquérir Nogent-sur-Seine qui devient une châtellenie comtale, et dès lors, la route peut enfin traverser la Seine à Nogent. En reliant directement Provins et Troyes, elle enrichit la branche cadette, celle des sires de Marigny. Les aînés des Traînel tentent alors de rétablir leur fortune en s'installant vers 1200 dans un nouveau château à Villeneuve-aux-Riches-Hommes, à mi-chemin entre Nogent-sur-Seine et Villeneuve-l'Archevêque/Villeneuve-sur-Vanne. La démarche est vouée à l'échec, car le nouvel axe ne parvient pas à drainer le commerce. De plus Pont-sur-Seine (confié à Garnier Ier, frère d'Anseau Ier < père de Pons II le Jeune), devient une châtellenie comtale avant 1170 (dès 1147 ?), échappant alors aux Traînel. La branche aînée est menacée par le déclin...
Au milieu du XIIIe siècle, la branche aînée tente de résister et se titre à de nombreuses reprises sire de Villeneuve-aux-Riches-Hommes, tout en conservant Traînel. Elle établit ses cadets à la tête des seigneuries de Foissy (Erard, frère d'Anseau IV, † vers la mi XIIIe siècle, aussi seigneur de Pont-sur-Yonne < père de Jean) et de Pouy. Mais la crise de l'économie seigneuriale a raison de son indépendance, et elle disparaît vers 1315. Et dès le début du XIIIe siècle, les sires de Marigny (branche cadette : Garnier IV dès 1221, et son frère Dreu Ier < père de Dreu II < Dreu III, † vers 1318) se parent avantageusement et avec succès du titre de seigneur de Traînel ! La dispute cesse  avec l'extinction des deux branches au début du XIVe siècle.
La famille de Traînel continue cependant avec un rameau cadet de la branche cadette, qui va reprendre Traînel : Anseau V, frère de Garnier IV et de Dreu Ier ci-dessus, connétable et régent de Champagne vers 1262-63, sire de Soligny, Voisines et Lézinnes < ses deux fils : - Anseau VI de Traînel seigneur de Voisines et Soligny (< père de Jean < Béatrice dame d'Essoyes et Soligny, † fin XIVe siècle) ; et - Dreu IV ou Ier de Traînel, co-seigneur de Voisines et seigneur de Traînel, † 1312 (< père de Dreu V ou II, † vers 1317 < Jean, sire  de Traînel, Voisines, Marigny et/ou Marcilly ?, Esternay, Vauchassis, La Motte-Tilly, Grand-panetier de France, épouse Marie fille de Jean II de Barbançon et Eustachie d'Argies < deux filles : a) Marguerite de Traînel, † vers/après 1380, dame de Traînel, épouse Robert de Châteauvillain, † 1364, sire de Baye et Vauclerc (issu des Thil-en-Auxois et des Traînel-Marigny, voir plus haut) < [ trois enfants : Marie de Châteauvillain, épouse de Gaucher de Conflans (-Maison de Brienne) vicomte d'Ostel ; Béatrice de Châteauvillain, épouse de Jean de Châtillon sire de Dours, arrière-petit-fils du connétable Gaucher V ; et Jean de Châteauvillain, sire de Traînel, mort avant sa mère, qui cède avec elle en 1364 La Motte-Tilly à Guillaume II de Melun archevêque de Sens ]-[certains attribuent parfois cette descendance à Simon de Châteauvillain, le frère de Robert, mais cela est improbable] ; et b) Eustachie de Traînel, † après 1401, épouse Henri du Chastel de Nangis). La Motte-Tilly, Esternay et Soligny sont acquis par la famille Raguier.
Extinction des Traînel aux alentours de 1400.

### Une agglomération importante sur l'axe de Sens à Reims
Même mis à mal par la guerre de Cent Ans, Traînel reste la plus grande agglomération située entre Sens et Nogent. Un grand chemin arrive directement de Sens passant par Fleurigny. Des hôteliers hébergent les voyageurs dès 1480. À la fin du XVIIe siècle, les hôtelleries rurales ferment massivement (à Traînel peu après 1690). Elles finiront par être remplacées par des auberges (deux vers 1775). Il se peut que l'arrivée du coche d'eau de Paris, à Nogent-sur-Seine, ait ruiné un chemin arrivant de Bray, passant par Traînel et gagnant Troyes en ligne droite. Deux paroisses sont nécessaires au soin des âmes du lieu : Saint-Gervais (hors les murs) et Notre-Dame (dans l'enceinte du château). L'hôpital dispose d'une chapelle (Saint-Antoine).
Le tissage de la toile de chanvre, et la draperie de la laine sont des activités notables de la ville. Les tisserands sont une vingtaine dans les années 1770-1790. Les drapiers sont entre deux et quatre à exercer. Tannerie et meunerie sont peu actives. La bourgeoisie est en lien avec celle de la cité de Sens.
Au début du XVe siècle (tous les Traînel étant comme on l'a dit éteints dans les mâles), les seigneuries de Traînel (dès 1412) et Marigny (vers 1446-47) sont acquises par Jean puis son fils Guillaume Jouvenel des Ursins, pour rester dans leur descendance jusqu'à la Révolution. La lignée directe s'éteint en François II de Jouvenel des Ursins marquis de Traînel, baron de Neuilly et seigneur de La Chapelle, fils de Christophe 1er marquis de Traînel et de Madeleine de Luxembourg-Brienne (fille d'Antoine II comte de Brienne, et de Marguerite de Savoie-Tende), mort à Paris le 9 octobre 1650 âgé de 81 ans après avoir substitué son nom ses armes et ses biens à François de Harville son petit-neveu, marquis de Palaiseau. Les Jouvenel des Ursins d'Harville relèvent donc le nom et continuent la succession...
La famille seigneuriale ne réside plus à Traînel depuis longtemps. Pour autant, les ruines du château sont entretenues.
Jusqu'à la Révolution, Traînel est de l'intendance et de la généralité de Paris, de l'élection de Sens et du bailliage de Troyes. Il est le chef-lieu d'un doyenné appartenant à l'archidiaconé de Sens, membre du diocèse de Sens.

### Depuis la Révolution
Chef-lieu de canton pendant la Révolution. Ce statut est perdu durant la réforme du Consulat en 1801.

## Politique et administration
| Période                                  | Période  | Identité                                      | Étiquette | Qualité  |
| ---------------------------------------- | -------- | --------------------------------------------- | --------- | -------- |
| mars 2001                                | En cours | M. Didier Droy Réélu pour le mandat 2020-2026 |           | retraité |
| Les données manquantes sont à compléter. |          |                                               |           |          |

## Démographie
L'évolution du nombre d'habitants est connue à travers les recensements de la population effectués dans la commune depuis 1793. Pour les communes de moins de 10 000 habitants, une enquête de recensement portant sur toute la population est réalisée tous les cinq ans, les populations de référence des années intermédiaires étant quant à elles estimées par interpolation ou extrapolation. Pour la commune, le premier recensement exhaustif entrant dans le cadre du nouveau dispositif a été réalisé en 2008.

En 2022, la commune comptait 1 064 habitants, en évolution de −0,84 % par rapport à 2016 (Aube : +0,7 %, France hors Mayotte : +2,11 %).
| 1793  | 1800  | 1806  | 1821  | 1831  | 1836  | 1841  | 1846  | 1851  |
| ----- | ----- | ----- | ----- | ----- | ----- | ----- | ----- | ----- |
| 1 057 | 1 170 | 1 131 | 1 067 | 1 207 | 1 247 | 1 261 | 1 263 | 1 276 |

| 1856  | 1861  | 1866  | 1872  | 1876  | 1881  | 1886  | 1891  | 1896  |
| ----- | ----- | ----- | ----- | ----- | ----- | ----- | ----- | ----- |
| 1 292 | 1 330 | 1 388 | 1 380 | 1 353 | 1 341 | 1 420 | 1 317 | 1 315 |

| 1901  | 1906  | 1911  | 1921 | 1926 | 1931 | 1936 | 1946 | 1954 |
| ----- | ----- | ----- | ---- | ---- | ---- | ---- | ---- | ---- |
| 1 255 | 1 180 | 1 104 | 852  | 776  | 793  | 744  | 727  | 734  |

| 1962 | 1968 | 1975 | 1982 | 1990 | 1999 | 2006  | 2008  | 2013  |
| ---- | ---- | ---- | ---- | ---- | ---- | ----- | ----- | ----- |
| 818  | 844  | 829  | 853  | 847  | 983  | 1 016 | 1 036 | 1 073 |

| 2018  | 2022  | - | - | - | - | - | - | - |
| ----- | ----- | - | - | - | - | - | - | - |
| 1 050 | 1 064 | - | - | - | - | - | - | - |

La commune compte 485 logements en 2006, dont environ 75 % de type 4 ou plus.
Plus de 72 % des habitants sont propriétaires du logement qu'ils occupent.
Près de 80 % de la population active est salariée (majoritairement fonction publique) et la commune compte plus de 10 % de chômeurs.

## Lieux et monuments
- Chapelle du prieuré Sainte-Marie-Madeleine de la Madeleine.
- Chapelle Saint-Antoine de Traînel.
- Chapelle Saint-Parres de Liours.
- Chapelle des Bornes de Traînel.
- Sarcophage gallo-romain.

- Cimetières de l'époque franque aux lieux-dits 'Croix Meurtrat' et 'Croix Blanche'.

Le bourg est fortifié. Il abrite une chapelle paroissiale dédiée à saint Antoine (auj. de la Maison de retraite). Le faubourg oriental dispose d'une église paroissiale, attenante au cimetière, dédiée à saint Gervais. L'Église Saint-Gervais, la Chapelle de la Maison de retraite et la Ferme du château font l’objet d’une identification au titre des éléments bâtis remarquables; de même, les bâtiments et la chapelle de la Ferme de la Madeleine situés au Sud-Est de l’agglomération.

### Église Saint-Gervais et Saint-Protais de Traînel
L'Église Saint-Gervais et Saint-Protais se trouvait extra-muros au lieu stabulas cité au XIe siècle. L'église sous le vocable de saint Gervais est le siège de la paroisse sous la protection de saint Gervais et saint Protais ; elle était aussi le siège du prieuré éponyme. Le prieuré dépendait de l'abbaye de Cormery depuis sa donation par Ponce, seigneur de Traînel et Pont et Richier, évêque de Sens, en 1079.
Quelques prieurs : 
- 1098 : Archambaud,
- 1102 : Bernard,
- 1130 : Rainaud,

...
- 1750 : Elzear de Bertel,
- 1790 : Antoine Gibelin.

L'église possède deux autels :
- Autel avec ses statues du XVIe siècle[30] ses colonnades et son tableau du martyre de Gervais et Protais par Anne-François Arnaud[31],
- Autel secondaire avec ses deux tabernacles[32].
- Un sarcophage[33] en calcaire.
- Un blason[34] des Harville des Ursins sur un mur.

### Prieuré Sainte-Madeleine
Prieuré de femmes qui dépendait de l'abbaye du Paraclet ayant été fondé par le don de l'église par Gaudri et entériné par Hugues de Toucy, évêque de Sens au milieu du XIe siècle. Anseau Ier de Traînel les prit sous sa protection et leur fit des dons pour assurer la fondation du prieuré. Ce prieuré était hors des murs et Ermenjart, abbesse du Paraclet fixait à vingt-cinq le nombre maximum de religieuses qui pouvaient y être. Les guerres en Champagne les forcèrent à se réfugier à Melun en 1629, puis à Paris en 1653. En 1786, leurs revenus était de plus de 1800 livres.

#### Prieures
- 1340 : Marie de Villeneuve-le-Roi,
- 1354 : Gile de Paris,
- 1416 : Isabeau de Lespaux,
- 1468 : Etiennette le Grand,

...
- 1610 - 1616 : Philippe de Veyni d'Arbouze de Tillemeont,
- 1616 - 1667 : Claude-Philippe de Veyni d'Arbouze de Tillemeont,

...

### Le château
Le château domine la ville. Il est installé sur la ligne de crête. Il semble doté de vastes salles souterraines. Il comprend une enceinte fortifiée qui englobe une église (siège de la paroisse Notre-Dame) détruite pendant la révolution. Il y avait le Chapitre de la Trinité qui y était installé depuis Anseau II avant 1164. La nomination au chapitre était au seigneur et les dignités étaient : doyen, chantre, trésorier et sous-chantre. Le chapitre a compté jusqu'à douze personnes. Il est réduit à six en fin de XVIIe siècle et alors qu'elle était élective, la charge de doyen revint alors au plus âgé. Le chapitre avait son église collégiale dans l'enceinte du château. Elle brûlait avant 1459 pour être relevée mais brûlait de nouveau en 1551. Le chapitre décidait de créer un nouvel édifice sur la route de Sens, au faubourg de la Trinité et les travaux commencèrent en 1561. C'est aveu de 1560 qui recense les revenus du chapitre :  des dîmes à Charmoy, des terrages à Courceaux et Fontaine-Fourches. La seigneurie de Fourche avec le château et la Motte-Bonnet et le moulin Tannoy. Plus de 20 arpents de prés à la Motte-Tilly, des coûtumes à Ossey, st-Flavit, à Traînel même des coutûmes, un moulin à drap, un labourage.

## Personnalités liées à la commune

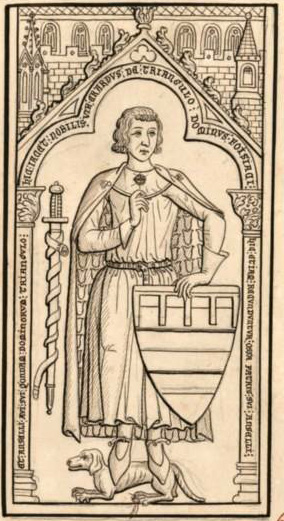
Erardus de Trainel.
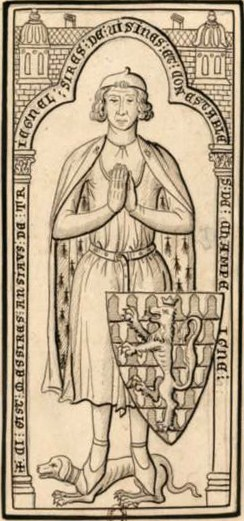
Chevalier de Trainel.
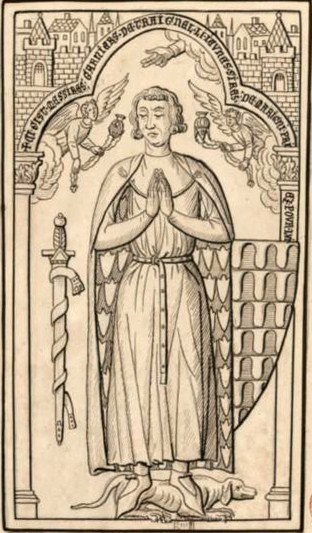
Garnier de Traignel abbaye de Vauluisant

- Guillaume Jouvenel des Ursins : fils du prévôt (royal) de Paris, d'origine troyenne et ardent Armagnac, il se retrouve naturellement dans le camp du dauphin Charles. Il est présent à Reims lors de la cérémonie du sacre en compagnie de Jeanne d'Arc. Nommé capitaine de Villeneuve-le-Roi (alias -sur-Yonne) quand les Anglais quittent les lieux. Bailli de Sens. Devient chancelier du royaume de France pour Charles VII. Il achète la seigneurie de Traînel. Au changement de règne, Louis XI le fait incarcérer comme beaucoup d'autres serviteurs de Charles VII. Libéré, il redevient chancelier du royaume. Il achète la seigneurie de Thorigny (-sur-Oreuse) pour sa femme. De nombreux tableaux, dessins et enluminures le représentent.
- Jehan Thomas de Belleville. Receveur de Traînel. Sa fortune acquise lui permet d'acquérir la seigneurie de Thorigny (-sur-Oreuse) quand son bailleur Jouvenel des Ursins se sépare de cette terre. Il va dès lors quitter Traînel. Époux de Perrette de Villiers, qui porte les armoiries des Villiers-de-L'Isle-Adam (clé de voûte de l'église de Thorigny). Le couple a possédé des bois dans la vallée de l'Oise. Ses armoiries se retrouvent sur les bornes armoriées de la forêt de Lancy, sur une borne de Notre-Dame des Roches (Thorigny) et sur une clé de voûte de l'église de Thorigny.
- Laurent Collot (ou Colot), descendant probable de Germain Colot, chirurgien et opérateur du roi, est né à Tresnel vers 1500. Il apprit la méthode du grand appareil de Octavian de Ville. Il s'installa à Paris lorsqu'Henri II l'engagea en 1556 comme chirurgien ordinaire de la Maison royale. Ambroise Paré parle de lui avec éloge. Il meurt vers 1572. Il appartient à une famille qui, pendant plus d'un siècle et demi, pratiqua presque seule en France la taille, par la méthode dite haut appareil[35].
- Garnier de Traînel, évêque de Troyes de 1193 à 1205. Il prit part en tant qu'aumônier général à la quatrième croisade.

## Héraldique
|  | Les armes de la ville se blasonnent ainsi : De contre-vair au chef ondé d’or chargé d’un lion issant de gueules. |